# Carrier Global
Carrier Global Corporation es una empresa multinacional estadounidense de calefacción, ventilación y aire acondicionado (HVAC), refrigeración y equipos contra incendios y de seguridad con sede en Palm Beach Gardens, Florida . Carrier se fundó en 1915 como una empresa independiente que fabrica y distribuye sistemas HVAC y desde entonces se ha expandido para incluir la fabricación de equipos de refrigeración comercial y servicios de alimentos, y tecnologías de seguridad y contra incendios.
En 2022, la empresa tenía un valor estimado de 20.400 millones de dólares con más de 52.000 empleados que prestaban servicios a clientes en 160 países en seis continentes.
Carrier fue adquirida por United Technologies en 1979, pero se escindió como empresa independiente 41 años después, en 2020, al igual que Otis Elevator Company.

## Historia
A Willis Carrier se le considera el inventor del aire acondicionado moderno en julio de 1902.
En 1908, se creó la Carrier Air Conditioner Company of America como subsidiaria de Buffalo Forge Company, contando Willis Carrier como vicepresidente.
Con el inicio de la Primera Guerra Mundial a finales de 1914, Buffalo Forge Company, donde Carrier había trabajado durante 12 años, decidió limitar sus actividades por completo a la industria manufacturera. El resultado fue que en 1915, Carrier y otros seis ingenieros reunieron 32.600 dólares para formar Carrier Engineering Corporation. Compraron su primera fábrica en 1920, en Newark, Nueva Jersey .
La corporación que lleva su nombre comercializó el aire acondicionado de su invención en el mercado residencial lo que llevó a que en la década de 1950, áreas antes escasamente pobladas, como el suroeste de Estados Unidos, se convirtieran en el hogar de suburbios en expansión.[cita requerida]
En 1955, Carrier expandió el negocio al fusionarse con Affiliated Gas Equipment, Inc., propietaria de Bryant Heater Co., Day & Night Water Heater Co. y Payne Furnace & Supply Co.
Carrier Corporation fue adquirida por United Technologies Corporation (UTC) en julio de 1979. Antes de la adquisición por parte de UTC, Carrier Corporation se conocía como Carrier Air Conditioning Company.
International Comfort Products (ICP), con sede en Lewisburg, Tennessee, fue adquirida por Carrier en 1999. En la década de 1990, Carrier dejó de usar la marca comercial "Day & Night" (que era la "D" en la división BDP, o Bryant-Day & Night-Payne), pero ICP la revivió en 2006.
En 2001, Carrier era "el mayor fabricante del mundo de equipos de aire acondicionado, calefacción y refrigeración" con un "empleo total de 42.600 personas" y unos ingresos de 8.900 millones de dólares. A pesar de ello Carrier anunció que cerraría su planta en DeWitt, Nueva York . Esto provocó el despido de 1.000 empleados.
El 15 de marzo de 2004, Carrier adquirió la filial de refrigeración de Linde.
En 2006, Carrier adquirió Sensitech, Inc., un proveedor de tecnologías de seguimiento y logística con sede en Beverly, Massachusetts.

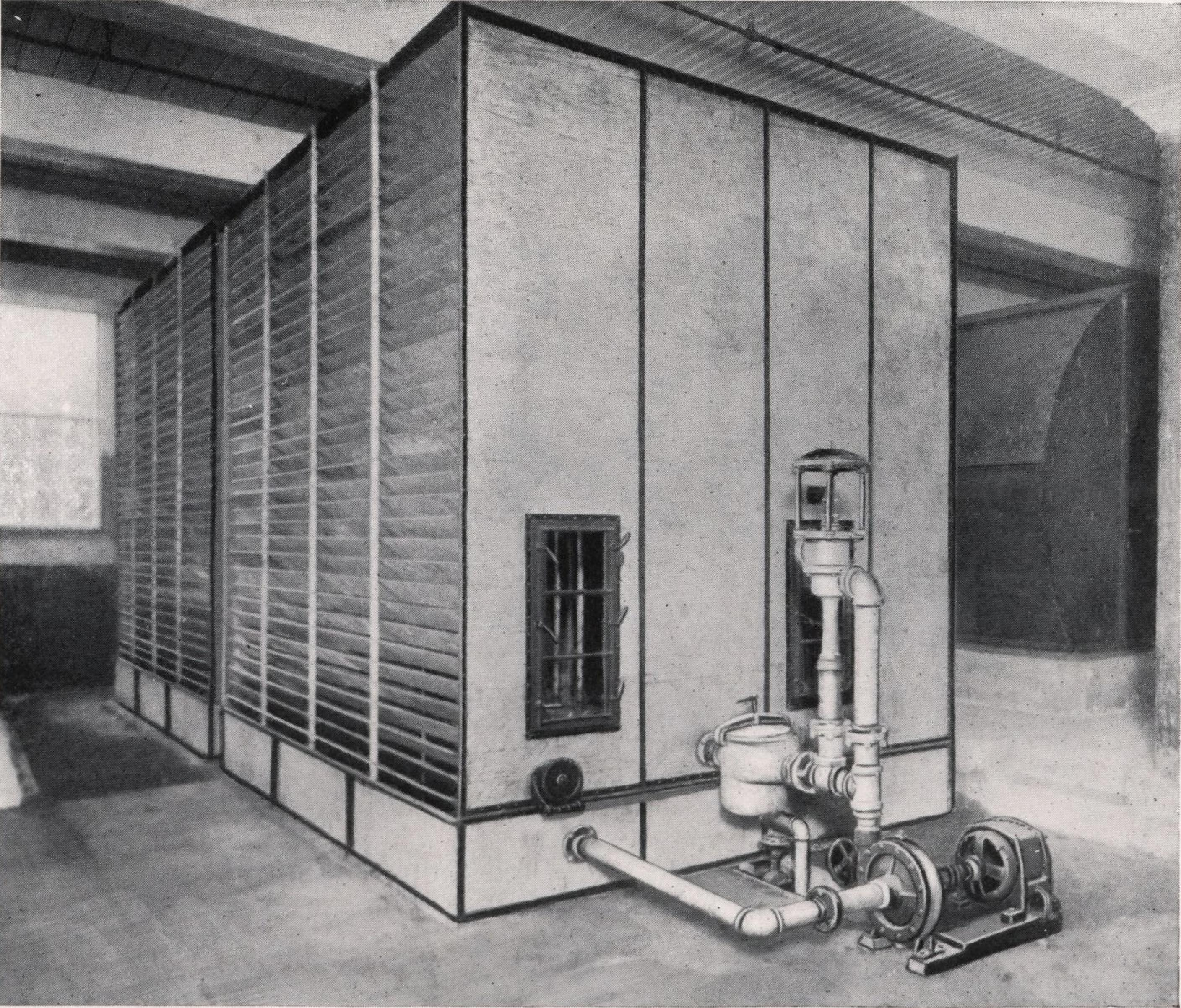
Uno de los primeros aires acondicionados industriales de Carrier.

A principios de 2008, Carrier adquirió Environmental Market Solutions, Inc. (EMSI), una empresa de consultoría medioambiental y de construcción ecológica con sede en Estados Unidos. La empresa ha recibido la certificación de Liderazgo en Energía y Diseño Ambiental (LEED) del US Green Building Council para sus fábricas en Charlotte, Carolina del Norte y Huntington, IN (2009), Shanghai, China (2010) y Monterrey, México (2011)..
En septiembre de 2013, Carrier, Otis y United Technologies Fire and Security se combinaron en una subsidiaria, UTC Building & Industrial Systems. En 2016, Otis se separó y el resto se convirtió en UTC Climate, Controls &amp; Security .
En enero de 2016, Carrier anunció que despediría a un número no especificado de empleados en su división de investigación y desarrollo en la ciudad de DeWitt, Nueva York.
En febrero de 2016, Carrier anunció que cerraría su fábrica de Indianápolis y trasladaría la producción a Monterrey, México . El presidente de HVAC Systems and Services North America, Chris Nelson, citó "las continuas presiones de costos y precios" y la "infraestructura existente y una sólida base de proveedores" de Carrier en México, y dijo que la medida permitiría a la compañía "operar de manera más rentable". El portavoz de Carrier le dijo a la multitud que no habría un impacto inmediato en los empleos, que la mudanza se llevaría a cabo durante tres años y que ningún empleo se vería afectado hasta mediados de 2017, y que la mudanza se completaría en finales de 2019.
Durante el fin de semana festivo de Acción de Gracias de noviembre de 2016, el presidente electo Donald Trump tuiteó que estaba en conversaciones con Carrier Management para mantener la fábrica en Indiana y no mudarse a México.
El 30 de noviembre de 2016, Carrier anunció que había negociado un acuerdo  con el presidente electo Trump y el vicepresidente electo Mike Pence para continuar fabricando hornos de gas en Indianápolis, además de retener al personal de ingeniería y de la sede, preservando más de 1.000 trabajos en Indianápolis. El acuerdo incluía un paquete de incentivos estatales de aproximadamente $7 millones durante 10 años. El número de puestos de trabajo salvados se revisó posteriormente a 800.
En mayo de 2017, como parte de su plan previamente anunciado, Carrier le dijo al estado de Indiana que eliminaría 632 puestos de trabajo en su fábrica de Indianápolis. Los despidos comenzaron a finales de julio de 2017, y cada trabajador recibió una semana de salario por cada año de empleo, educación y capacitación laboral, más 6 meses de seguro médico como parte del paquete de indemnización.
El New York Times informó el 10 de agosto de 2018 que el personal de la planta de hornos de Carrier en Indianápolis tenía la moral baja y cundía el ausentismo porque "los empleados comparten una sensación inminente de que el cierre de la fábrica es inevitable: que Carrier simplemente ha pospuesto el cierre hasta un momento políticamente más oportuno". ".
El 26 de noviembre de 2018, United Technologies anunció que escindiría UTC Climate, Controls & Security como una empresa independiente conocida como Carrier Global Corporation.
En abril de 2020, United Technologies anunció que se había completado la separación y escisión de Carrier.
El 25 de abril de 2023, Carrier Global anunció que tenía la intención de adquirir Viessmann una empresa alemana líder en el sector de la calefacción y vender su negocio de refrigeración comercial y la mayoría de sus negocios contra incendios y seguridad.
En diciembre de 2023, Carrier Global vendió sus negocios de seguridad LenelS2, Supra y Onity a Honeywell por aproximadamente 5 mil millones de dólares.

### Siracusa, campus de Nueva York

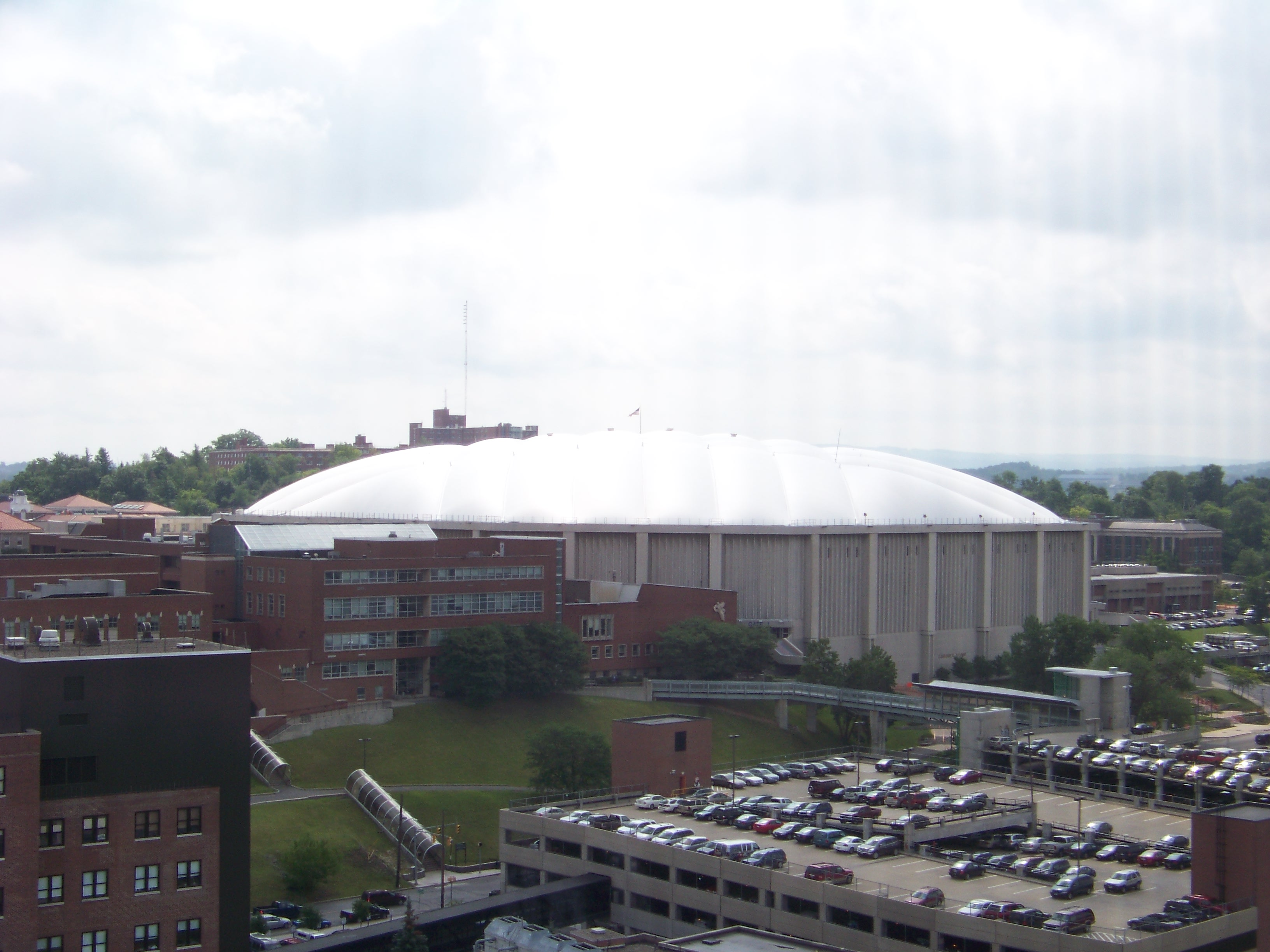
El Carrier Dome en el campus de la Universidad de Syracuse

Willis Carrier trasladó sus instalaciones de Nueva Jersey a Syracuse, Nueva York, en la década de 1930. A finales del siglo XX, cuando fue adquirida por UTC, era el fabricante más grande del estado central de Nueva York. Debido al aumento de los costos laborales y sindicales en la zona central de Nueva York, Carrier ha reducido sustancialmente su presencia en Syracuse y el trabajo de fabricación se ha trasladado a una variedad de ubicaciones nacionales e internacionales. Mientras tanto, los empleados directivos se trasladaron más cerca de la sede corporativa de UTC en Connecticut, lo que representó un desafío para la economía local. En el transcurso de 2011, la mayoría de los edificios de fabricación del campus de Syracuse fueron demolidos a un coste de casi $14 millones. A pesar de la pérdida de puestos de trabajo en el sector industrial, el campus suburbano de Syracuse, en DeWitt, Nueva York, siguió siendo el principal centro de ingeniería y diseño de los productos Carrier, con más de 1.000 empleados y contratistas en el lugar. Este sitio también alberga el centro de llamadas de atención al cliente para productos de la marca Carrier.
En 1980, a Carrier se le permitió nombrar como Carrier Dome, el estadio de fútbol y baloncesto de la Universidad de Syracuse, después de que Mel Holm, el entonces director ejecutivo de la compañía y presidente del consejo de administración de la universidad, le donase a la universidad $2,75 millones para la construcción de las instalaciones. A pesar de llevar el nombre de un fabricante de aire acondicionado, el Carrier Dome no tuvo aire acondicionado durante las primeras cuatro décadas de su vida útil, y solo lo instaló durante las renovaciones que se completaron en 2022. A pesar de finalmente instalar aire acondicionado, Syracuse anunció el fin del acuerdo perpetuo de derechos de nombre del estadio con Carrier Corp. y que la cercana compañía inalámbrica JMA Wireless tendría los derechos de nombre del estadio en el futuro.

## Marcas

### climatización
- AirQuest
- Arcoaire
- bryant
- Carlyle
- Carrier
- CIAT (Compagnie Industrielle d'Applications Thermiques)
- Comfortmaker
- ComfortPro
- Day & Night
- Heil
- Ideal Temp Signature
- Keeprita
- payne
- Riello
- SLD Pumps & Power (fundada como Scottish Land Development)
- Spot Coolers
- Tempstar
- Toshiba-Carrier
- totaline
- Watkins Hire [34]
- GCHV [35] (Guangdong Carrier Heating, Ventilation & Air Conditioning Company Limited)

#### Automatización de edificios y controles HVAC
- Automated Logic Corporation
- EcoEnergy Insights
- NORESCO (anteriormente Northeast Services Company)

### Refrigeración
- Carrier
- Carrier Transicold
- Celsior
- Green y Cool
- profroide
- Sensitech [36]

### Fuego y seguridad
- Aritec
- autronica
- Det-Tronics (Electrónica de detectores)
- Edwards
- GST (Tecnología de seguridad del Golfo)
- Kidde
- Comercial Kidde
- lenels2
- marioff
- Onidad
- Badger

#### Controles de incendio y seguridad
- Controles Fenwal
- Fireye
- UTEC (anteriormente United Technologies Electronic Controls)